# Andrena gigantimurus
Andrena gigantimurus är en biart som beskrevs av Osamu Tadauchi och Xu 2002. Andrena gigantimurus ingår i släktet sandbin, och familjen grävbin. Inga underarter finns listade i Catalogue of Life.